# 麥爾坎·斯貝爾曼
麥爾坎·斯貝爾曼（英語：Malcolm Spellman）是一名美國編劇和製片人，因其在《嘻哈帝国》（2015年）和《獵鷹與酷寒戰士》（2021年）的工作而知名。

## 職業生涯
2010年3月，斯貝爾曼為電影《我的家庭婚禮》（2010年）撰寫劇本，以此開始他的職業生涯。2015年2月，他開始為電視劇寫作，為電視劇《嘻哈帝国》（2015年）編寫幾集劇本。2015年10月，他和卡利托·羅德里格斯（Carlito Rodriguez）受雇於華納兄弟，為希薇亞·羅賓遜的傳記電影編寫劇本。2018年10月，華納兄弟宣布仍在推進這部電影，斯貝爾曼和羅德里格斯已與崔西·奧利佛一起完成了劇本。2017年7月，他正在製作HBO的系列劇集《Confederate》。
2019年12月，斯貝爾曼擔任Apple TV+系列劇集《直言真相》（2019年）的製片人。2021年2月，他擔任FX系列劇集《向嘻哈致敬》（2021年）的執行製片人。2021年3月，他因擔任Disney+系列劇集《獵鷹與酷寒戰士》（2021年）的節目籌備而獲得關注，該電視劇以漫威電影宇宙為背景。2021年12月，他在2022年的復興劇集《Bel-Air》中擔任編劇和執行製作人。他將與達蘭·穆森共同編寫MCU中的《美國隊長：無畏新世界》電影。

## 影視作品
| 年份       | 標題                     | 職位 | 職位   | 備註                                                        |
| 年份       | 標題                     | 編劇 | 製片人 | 備註                                                        |
| ---------- | ------------------------ | ---- | ------ | ----------------------------------------------------------- |
| 2010       | 《我的家庭婚禮》         | 是   | 否     |                                                             |
| 2015－2017 | 《嘻哈帝国》             | 是   | 是     | 7集                                                         |
| 2019－2020 | 《直言真相》             | 否   | 是     |                                                             |
| 2021       | 《向嘻哈致敬》           | 否   | 執行   |                                                             |
| 2021       | 《獵鷹與酷寒戰士》       | 是   | 執行   | 集數：「新世界秩序」、「世界大同，人人平等」                |
| 2022－至今 | 《Bel-Air》              | 是   | 執行   | 集數：「Dreams and Nightmares」、「Can't Knock The Hustle」 |
| 2025       | 《美國隊長：無畏新世界》 | 是   | 否     |                                                             |

## 外部連結
- 麥爾坎·斯貝爾曼在互联网电影资料库（IMDb）上的資料（英文）